# ロングプリー事件
ロングプリー事件は、1958年（昭和33年）9月7日に、埼玉県入間郡武蔵町（現・入間市）で、西武池袋線下り電車が、武蔵藤沢駅 - 稲荷山公園駅間の在日米軍ジョンソン基地（現・航空自衛隊入間基地）内を通過する区間を走行中に、米兵からカービン銃を発射され、乗車していた武蔵野音楽大学の大学生が銃弾に当たり死亡した事件。前年に起こったジラード事件との類似性から「第2のジラード事件」とも呼ばれる。
公務外の行為とみなされたために裁判権は日本にあたえられたが、1959年5月に浦和地裁は禁固10か月の判決を下した。9月25日、東京高裁は加害側の控訴を棄却した。